# USL League One 2020
Navigation
Édition précédente Édition suivante
La USL League One 2020 est la deuxième saison de la USL League One, le championnat professionnel de soccer d'Amérique du Nord de troisième division. Elle est composée de onze équipes américaines.
Si trois nouvelles équipes (le Fort Lauderdale CF, le Revolution II de la Nouvelle-Angleterre et l'Union Omaha) ont rejoint la USL League One, l'Ignite de Lansing cesse ses opérations à l'issue de la saison 2019 et le Toronto FC II annonce quelques jours avant la nouvelle date de lancement du championnat qu'il se retire temporairement de la ligue afin de reprendre ses activités en 2021.
Le North Texas SC remet son titre en jeu dans une deuxième saison, largement perturbée par la pandémie de Covid-19 aux États-Unis et jouée à huis clos, où le Triumph de Greenville trône au sommet du classement de la saison régulière et se qualifie pour la finale nationale aux côtés de l'Union Omaha, son dauphin. Néanmoins, la finale est annulée lorsque plusieurs joueurs d'Omaha sont déclarés positifs à la Covid-19. Le Triumph est alors déclaré champion en raison de sa performance en saison régulière et se qualifie pour la US Open Cup 2021.

## Contexte
Au cours de sa saison inaugurale en 2019, la USL League One annonce trois expansions pour l'édition 2020. La première, l'Union Omaha est officialisée le 2 mai 2019 tandis que deux équipes réserves de Major League Soccer, le Revolution II de la Nouvelle-Angleterre et le Fort Lauderdale CF, sont ajoutées au circuit le 9 octobre suivant. Dans le sens inverse, après une seule saison d'existence, l'Ignite de Lansing cesse ses opérations le 21 octobre.
Le 20 décembre 2019, la USL League One publie le calendrier et le format de sa saison régulière 2020 qui doit débuter le 27 mars et se clore le 3 octobre. La phase finale est censée inclure six équipes (contre quatre en 2019).
Seulement, le 13 mars 2020, deux semaines avant le lancement de cette deuxième saison, la ligue annonce le report du début des activités au 11 avril en raison de la pandémie de Covid-19 aux États-Unis et au Canada,. Ce premier report est ensuite poussé au 10 mai avant que la USL mette en suspens de manière indéterminée le début de la nouvelle saison, dans l'attente d'informations complémentaires de la part des autorités locales et nationales. Le 5 juin, la USL League One élabore un plan de retour au jeu pour le 18 juillet et, le 2 juillet, évoque un calendrier modifié de vingt rencontres par équipe et une nouvelle formule pour les séries éliminatoires avant de revoir ce calendrier à la baisse à seize matchs le 17 juillet suivant. Uniquement deux équipes sont alors qualifiées pour la phase finale, les deux premières se disputant ainsi le titre dans une finale nationale la fin de semaine du 31 octobre.
Peu avant le retour au jeu, le Toronto FC II dévoile son plan de ne pas participer à la saison 2020 en raison des restrictions liées à la Covid-19 et notamment la fermeture de la frontière entre le Canada et les États-Unis. L'équipe demeure néanmoins membre de la USL League One et prévoit de revenir en 2021. Ainsi, huit équipes de la saison 2019 et trois nouvelles franchises d'expansion prennent part à l'édition 2020 de la ligue.

## Les onze équipes participantes

### Carte
| Chattanooga Fort Lauderdale Madison Greenville New England North Texas Orlando Richmond Tormenta Tucson Omaha |

### Entraîneurs et stades
| Équipe                                  | Ville           | Stade                          | Capacité | Entraîneur       | Franchise affiliée ou partenaire     |
| --------------------------------------- | --------------- | ------------------------------ | -------- | ---------------- | ------------------------------------ |
| Red Wolves de Chattanooga               | Chattanooga     | CHI Memorial Stadium           | 5 000    | Jimmy Obleda     |                                      |
| Fort Lauderdale CF                      | Fort Lauderdale | Inter Miami CF Stadium         | 19 000   | Jason Kreis      | Inter Miami CF                       |
| Forward Madison FC                      | Madison         | Hart Park                      | 3 000    | Daryl Shore      | Minnesota United                     |
| Triumph de Greenville                   | Greenville      | Legacy Early College Field     | 4 000    | John Harkes      |                                      |
| Revolution II de la Nouvelle-Angleterre | Foxborough      | Gillette Stadium               | 20 000   | Clint Peay       | Revolution de la Nouvelle-Angleterre |
| North Texas SC                          | Arlington       | Globe Life Park in Arlington   | 48 114   | Eric Quill       | FC Dallas                            |
| Orlando City B                          | Kissimmee       | Osceola County Stadium         | 5 400    | Marcelo Neveleff | Orlando City SC                      |
| Kickers de Richmond                     | Richmond        | City Stadium                   | 22 611   | Darren Sawatzky  |                                      |
| Tormenta de South Georgia               | Statesboro      | Eagle Field                    | 3 500    | Ian Cameron      |                                      |
| FC Tucson                               | Tucson          | Kino Veterans Memorial Stadium | 3 500    | John Galas       | Rising de Phoenix                    |
| Union Omaha                             | Papillion       | Werner Park                    | 9 023    | Jay Mims         |                                      |

- Partenariat
- Équipe réserve

### Changements d'entraîneurs
| Équipe                    | Entraîneur sortant | Motif                  | Date de départ    | Entraîneur entrant | Date d'arrivée    |
| ------------------------- | ------------------ | ---------------------- | ----------------- | ------------------ | ----------------- |
| Kickers de Richmond       | David Bulow        | Fin de contrat         | 9 octobre 2019    | Darren Sawatzky    | 6 novembre 2019   |
| FC Tucson                 | Darren Sawatzky    | Séparation à l'amiable | 6 novembre 2019   | John Galas         | 24 décembre 2019  |
| Red Wolves de Chattanooga | Tim Hankinson      | Séparation à l'amiable | 20 novembre 2019  | Jimmy Obleda       | 21 novembre 2019  |
| Orlando City B            | Roberto Sibaja     | Fin de l'intérim       | 20 décembre 2019  | Marcelo Neveleff   | 20 décembre 2019  |
| Toronto FC II             | Michael Rabasca    | Séparation à l'amiable | 27 janvier 2020   | Mike Muñoz         | 27 janvier 2020   |
| Tormenta de South Georgia | John Miglarese     | Promotion à l'interne  | 16 septembre 2020 | Ian Cameron        | 16 septembre 2020 |

## Format de la compétition
Initialement, avant l'irruption de la pandémie de Covid-19 aux États-Unis, les douze équipes participantes devaient disputer vingt-huit rencontres, affrontant six équipes à trois reprises et les cinq autres deux fois en format aller-retour. Les deux meilleures formations à l'issue de la saison régulière sont alors qualifiées pour les demi-finales des séries éliminatoires tandis que les équipes classées entre la troisième et la sixième place entrent dès les quarts de finale.
Finalement, après révision du calendrier et du format de la compétition, les onze équipes disputent seize rencontres, affrontant chacune des équipes à au moins une reprise. Les deux meilleures équipes sont qualifiées pour la finale.
En cas d'égalité, les critères suivants départagent les équipes :
1. Nombre de victoires
2. Différence de buts générale
3. Nombre de buts marqués
4. Points obtenus contre les quatre meilleures équipes
5. Classement du fair-play
6. Tirage à la pièce

## Saison régulière

### Classement
| Rang | Équipe                                  | Pts | J  | G  | N | P  | Bp | Bc | Diff |
| ---- | --------------------------------------- | --- | -- | -- | - | -- | -- | -- | ---- |
| 1    | Triumph de Greenville                   | 35  | 16 | 11 | 2 | 3  | 24 | 11 | +13  |
| 2    | Union Omaha                             | 29  | 16 | 8  | 5 | 3  | 20 | 15 | +5   |
| 3    | North Texas SC T                        | 27  | 16 | 7  | 3 | 6  | 27 | 19 | +8   |
| 4    | Kickers de Richmond                     | 26  | 16 | 8  | 2 | 6  | 22 | 22 | 0    |
| 5    | Red Wolves de Chattanooga               | 22  | 15 | 6  | 4 | 5  | 21 | 17 | +4   |
| 6    | FC Tucson                               | 22  | 16 | 6  | 4 | 6  | 21 | 19 | +2   |
| 7    | Forward Madison FC                      | 21  | 16 | 5  | 6 | 5  | 20 | 14 | +6   |
| 8    | Tormenta de South Georgia               | 19  | 16 | 5  | 4 | 8  | 19 | 22 | -3   |
| 9    | Revolution II de la Nouvelle-Angleterre | 18  | 16 | 5  | 3 | 8  | 19 | 26 | -7   |
| 10   | Fort Lauderdale CF                      | 15  | 16 | 4  | 3 | 9  | 19 | 28 | -9   |
| 11   | Orlando City B                          | 6   | 15 | 1  | 3 | 11 | 10 | 29 | -19  |

- Franchise qualifiée pour la finale

T : Tenant du titre

### Résultats
| Légende des couleurs : Domicile * Extérieur * Victoire * Défaite * Égalité * Annulé | Légende des couleurs : Domicile * Extérieur * Victoire * Défaite * Égalité * Annulé | Légende des couleurs : Domicile * Extérieur * Victoire * Défaite * Égalité * Annulé | Légende des couleurs : Domicile * Extérieur * Victoire * Défaite * Égalité * Annulé | Légende des couleurs : Domicile * Extérieur * Victoire * Défaite * Égalité * Annulé | Légende des couleurs : Domicile * Extérieur * Victoire * Défaite * Égalité * Annulé | Légende des couleurs : Domicile * Extérieur * Victoire * Défaite * Égalité * Annulé | Légende des couleurs : Domicile * Extérieur * Victoire * Défaite * Égalité * Annulé | Légende des couleurs : Domicile * Extérieur * Victoire * Défaite * Égalité * Annulé | Légende des couleurs : Domicile * Extérieur * Victoire * Défaite * Égalité * Annulé | Légende des couleurs : Domicile * Extérieur * Victoire * Défaite * Égalité * Annulé | Légende des couleurs : Domicile * Extérieur * Victoire * Défaite * Égalité * Annulé | Légende des couleurs : Domicile * Extérieur * Victoire * Défaite * Égalité * Annulé | Légende des couleurs : Domicile * Extérieur * Victoire * Défaite * Égalité * Annulé | Légende des couleurs : Domicile * Extérieur * Victoire * Défaite * Égalité * Annulé | Légende des couleurs : Domicile * Extérieur * Victoire * Défaite * Égalité * Annulé | Légende des couleurs : Domicile * Extérieur * Victoire * Défaite * Égalité * Annulé |
| Équipe                                                                              | Rencontre                                                                           | Rencontre                                                                           | Rencontre                                                                           | Rencontre                                                                           | Rencontre                                                                           | Rencontre                                                                           | Rencontre                                                                           | Rencontre                                                                           | Rencontre                                                                           | Rencontre                                                                           | Rencontre                                                                           | Rencontre                                                                           | Rencontre                                                                           | Rencontre                                                                           | Rencontre                                                                           | Rencontre                                                                           |
| Équipe                                                                              | 1                                                                                   | 2                                                                                   | 3                                                                                   | 4                                                                                   | 5                                                                                   | 6                                                                                   | 7                                                                                   | 8                                                                                   | 9                                                                                   | 10                                                                                  | 11                                                                                  | 12                                                                                  | 13                                                                                  | 14                                                                                  | 15                                                                                  | 16                                                                                  |
| ----------------------------------------------------------------------------------- | ----------------------------------------------------------------------------------- | ----------------------------------------------------------------------------------- | ----------------------------------------------------------------------------------- | ----------------------------------------------------------------------------------- | ----------------------------------------------------------------------------------- | ----------------------------------------------------------------------------------- | ----------------------------------------------------------------------------------- | ----------------------------------------------------------------------------------- | ----------------------------------------------------------------------------------- | ----------------------------------------------------------------------------------- | ----------------------------------------------------------------------------------- | ----------------------------------------------------------------------------------- | ----------------------------------------------------------------------------------- | ----------------------------------------------------------------------------------- | ----------------------------------------------------------------------------------- | ----------------------------------------------------------------------------------- |
| Red Wolves de Chattanooga (CHT)                                                     | TRM                                                                                 | TUC                                                                                 | NTX                                                                                 | GVL                                                                                 | TRM                                                                                 | NEW                                                                                 | FTL                                                                                 | NEW                                                                                 | RIC                                                                                 | OMA                                                                                 | GVL                                                                                 | MAD                                                                                 | NTX                                                                                 | ORL                                                                                 | MAD                                                                                 | RIC                                                                                 |
| Red Wolves de Chattanooga (CHT)                                                     | 2–2                                                                                 | 1–0                                                                                 | 2–2                                                                                 | 0–1                                                                                 | 1–2                                                                                 | 4–0                                                                                 | 1–1                                                                                 | 2–1                                                                                 | 2–1                                                                                 | 2–0                                                                                 | 0–1                                                                                 | 0–1                                                                                 | 1–3                                                                                 | ANN                                                                                 | 1–1                                                                                 | 2–1                                                                                 |
| Fort Lauderdale CF (FTL)                                                            | GVL                                                                                 | TUC                                                                                 | TRM                                                                                 | ORL                                                                                 | NTX                                                                                 | GVL                                                                                 | CHT                                                                                 | ORL                                                                                 | TRM                                                                                 | RIC                                                                                 | TUC                                                                                 | OMA                                                                                 | NTX                                                                                 | NEW                                                                                 | MAD                                                                                 | OMA                                                                                 |
| Fort Lauderdale CF (FTL)                                                            | 0–2                                                                                 | 1–2                                                                                 | 2–1                                                                                 | 1–1                                                                                 | 3–2                                                                                 | 0–1                                                                                 | 1–1                                                                                 | 2–0                                                                                 | 1–2                                                                                 | 1–2                                                                                 | 2–1                                                                                 | 2–3                                                                                 | 0–3                                                                                 | 1–4                                                                                 | 2–2                                                                                 | 0–1                                                                                 |
| Forward Madison FC (MAD)                                                            | NTX                                                                                 | GVL                                                                                 | RIC                                                                                 | TRM                                                                                 | OMA                                                                                 | ORL                                                                                 | NEW                                                                                 | GVL                                                                                 | TUC                                                                                 | CHT                                                                                 | TUC                                                                                 | OMA                                                                                 | FTL                                                                                 | CHT                                                                                 | NTX                                                                                 | NEW                                                                                 |
| Forward Madison FC (MAD)                                                            | 1–2                                                                                 | 0–0                                                                                 | 0–1                                                                                 | 4–0                                                                                 | 1–1                                                                                 | 3–1                                                                                 | 4–0                                                                                 | 0–2                                                                                 | 1–2                                                                                 | 1–0                                                                                 | 0–0                                                                                 | 0–0                                                                                 | 2–2                                                                                 | 1–1                                                                                 | 0–1                                                                                 | 2–1                                                                                 |
| Triumph de Greenville (GVL)                                                         | FTL                                                                                 | RIC                                                                                 | MAD                                                                                 | TRM                                                                                 | CHT                                                                                 | FTL                                                                                 | NEW                                                                                 | RIC                                                                                 | TRM                                                                                 | MAD                                                                                 | CHT                                                                                 | NTX                                                                                 | ORL                                                                                 | TUC                                                                                 | OMA                                                                                 | ORL                                                                                 |
| Triumph de Greenville (GVL)                                                         | 2–0                                                                                 | 3–2                                                                                 | 0–0                                                                                 | 1–0                                                                                 | 1–0                                                                                 | 1–0                                                                                 | 0–1                                                                                 | 1–2                                                                                 | 2–1                                                                                 | 2–0                                                                                 | 1–0                                                                                 | 1–0                                                                                 | 2–0                                                                                 | 2–2                                                                                 | 1–2                                                                                 | 4–1                                                                                 |
| Revolution II de la Nouvelle-Angleterre (NEW)                                       | OMA                                                                                 | ORL                                                                                 | NTX                                                                                 | RIC                                                                                 | GVL                                                                                 | CHT                                                                                 | MAD                                                                                 | CHT                                                                                 | TUC                                                                                 | OMA                                                                                 | ORL                                                                                 | RIC                                                                                 | FTL                                                                                 | NTX                                                                                 | TRM                                                                                 | MAD                                                                                 |
| Revolution II de la Nouvelle-Angleterre (NEW)                                       | 0–0                                                                                 | 0–2                                                                                 | 3–3                                                                                 | 1–2                                                                                 | 1–0                                                                                 | 0–4                                                                                 | 0–4                                                                                 | 1–2                                                                                 | 0–1                                                                                 | 2–0                                                                                 | 1–0                                                                                 | 4–0                                                                                 | 4–1                                                                                 | 1–1                                                                                 | 0–4                                                                                 | 1–2                                                                                 |
| North Texas SC (NTX)                                                                | MAD                                                                                 | OMA                                                                                 | CHT                                                                                 | NEW                                                                                 | FTL                                                                                 | OMA                                                                                 | ORL                                                                                 | TUC                                                                                 | TUC                                                                                 | GVL                                                                                 | FTL                                                                                 | CHT                                                                                 | RIC                                                                                 | NEW                                                                                 | MAD                                                                                 | TRM                                                                                 |
| North Texas SC (NTX)                                                                | 2–1                                                                                 | 0–1                                                                                 | 2–2                                                                                 | 3–3                                                                                 | 2–3                                                                                 | 2–2                                                                                 | 1–1                                                                                 | 2–0                                                                                 | 1–1                                                                                 | 0–1                                                                                 | 3–0                                                                                 | 3–1                                                                                 | 2–1                                                                                 | 1–1                                                                                 | 1–0                                                                                 | 2–1                                                                                 |
| Orlando City B (ORL)                                                                | TRM                                                                                 | NEW                                                                                 | FTL                                                                                 | TUC                                                                                 | MAD                                                                                 | TRM                                                                                 | NTX                                                                                 | OMA                                                                                 | FTL                                                                                 | NEW                                                                                 | GVL                                                                                 | RIC                                                                                 | CHT                                                                                 | TUC                                                                                 | RIC                                                                                 | GVL                                                                                 |
| Orlando City B (ORL)                                                                | 0–2                                                                                 | 2–0                                                                                 | 1–1                                                                                 | 1–4                                                                                 | 1–3                                                                                 | 1–1                                                                                 | 1–1                                                                                 | 0–1                                                                                 | 0–2                                                                                 | 0–1                                                                                 | 0–2                                                                                 | 1–2                                                                                 | ANN                                                                                 | 0–2                                                                                 | 1–3                                                                                 | 1–4                                                                                 |
| Kickers de Richmond (RIC)                                                           | GVL                                                                                 | TRM                                                                                 | MAD                                                                                 | TUC                                                                                 | NEW                                                                                 | GVL                                                                                 | TUC                                                                                 | CHT                                                                                 | FTL                                                                                 | OMA                                                                                 | NEW                                                                                 | ORL                                                                                 | NTX                                                                                 | TRM                                                                                 | ORL                                                                                 | CHT                                                                                 |
| Kickers de Richmond (RIC)                                                           | 2–3                                                                                 | 0–0                                                                                 | 1–0                                                                                 | 2–1                                                                                 | 2–1                                                                                 | 2–1                                                                                 | 2–2                                                                                 | 1–2                                                                                 | 2–1                                                                                 | 1–0                                                                                 | 0–4                                                                                 | 2–1                                                                                 | 1–2                                                                                 | 0–1                                                                                 | 3–1                                                                                 | 1–2                                                                                 |
| Tormenta de South Georgia (TRM)                                                     | CHT                                                                                 | RIC                                                                                 | ORL                                                                                 | GVL                                                                                 | FTL                                                                                 | MAD                                                                                 | CHT                                                                                 | ORL                                                                                 | GVL                                                                                 | OMA                                                                                 | FTL                                                                                 | OMA                                                                                 | TUC                                                                                 | RIC                                                                                 | NEW                                                                                 | NTX                                                                                 |
| Tormenta de South Georgia (TRM)                                                     | 2–2                                                                                 | 0–0                                                                                 | 2–0                                                                                 | 0–1                                                                                 | 1–2                                                                                 | 0–4                                                                                 | 2–1                                                                                 | 1–1                                                                                 | 1–2                                                                                 | 2–2                                                                                 | 2–1                                                                                 | 0–3                                                                                 | 0–1                                                                                 | 1–0                                                                                 | 4–0                                                                                 | 1–2                                                                                 |
| FC Tucson (TUC)                                                                     | FTL                                                                                 | CHT                                                                                 | OMA                                                                                 | RIC                                                                                 | ORL                                                                                 | OMA                                                                                 | RIC                                                                                 | NTX                                                                                 | NEW                                                                                 | NTX                                                                                 | MAD                                                                                 | FTL                                                                                 | MAD                                                                                 | TRM                                                                                 | GVL                                                                                 | ORL                                                                                 |
| FC Tucson (TUC)                                                                     | 2–1                                                                                 | 0–1                                                                                 | 1–2                                                                                 | 1–2                                                                                 | 4–1                                                                                 | 1–2                                                                                 | 2–2                                                                                 | 0–2                                                                                 | 1–0                                                                                 | 1–1                                                                                 | 2–1                                                                                 | 1–2                                                                                 | 0–0                                                                                 | 1–0                                                                                 | 2–2                                                                                 | 2–0                                                                                 |
| Union Omaha (OMA)                                                                   | NEW                                                                                 | NTX                                                                                 | TUC                                                                                 | MAD                                                                                 | NTX                                                                                 | TUC                                                                                 | ORL                                                                                 | TRM                                                                                 | CHT                                                                                 | NEW                                                                                 | RIC                                                                                 | FTL                                                                                 | TRM                                                                                 | MAD                                                                                 | GVL                                                                                 | FTL                                                                                 |
| Union Omaha (OMA)                                                                   | 0–0                                                                                 | 1–0                                                                                 | 2–1                                                                                 | 1–1                                                                                 | 2–2                                                                                 | 2–1                                                                                 | 1–0                                                                                 | 2–2                                                                                 | 0–2                                                                                 | 0–2                                                                                 | 0–1                                                                                 | 3–2                                                                                 | 3–0                                                                                 | 0–0                                                                                 | 2–1                                                                                 | 1–0                                                                                 |

## Séries éliminatoires

### Règlement
Initialement, les deux meilleures formations à l'issue de la saison régulière sont alors qualifiées pour les demi-finales des séries éliminatoires tandis que les équipes classées entre la troisième et la sixième place entrent dès les quarts de finale. Finalement, seules les deux meilleures équipes accèdent à la finale nationale.

### USL League One Championship 2020
La finale est annulée la veille de sa tenue après que plusieurs joueurs de l'Union Omaha soient déclarés positifs à la Covid-19. Le titre est décerné au Triumph de Greenville sur la base des points récoltés par match au cours de la saison régulière.
| 30 octobre 2020 | Triumph de Greenville | 3 - 0 | Union Omaha | Legacy Early College Field, Greenville, Caroline du Sud |  |
|                 |                       |       |             |                                                         |  |

| Vainqueur de la USL League One 2020 Triumph de Greenville 1er titre |

## Statistiques individuelles
| Rang | Joueur            | Équipe                                  | Buts |
| ---- | ----------------- | --------------------------------------- | ---- |
| 1    | Emiliano Terzaghi | Kickers de Richmond                     | 10   |
| 2    | Greg Hurst        | Red Wolves de Chattanooga               | 8    |
| 3    | Ricky Lopez-Espin | Fort Lauderdale CF                      | 7    |
| 3    | Lachlan McLean    | Triumph de Greenville                   | 7    |
| 5    | Evan Conway       | Union Omaha                             | 6    |
| 6    | Ronaldo Damus     | North Texas SC                          | 5    |
| 6    | Jake Keegan       | Triumph de Greenville                   | 5    |
| 6    | Alex Morrell      | Triumph de Greenville                   | 5    |
| 9    | Shak Adams        | FC Tucson                               | 4    |
| 9    | Josh Coan         | FC Tucson                               | 4    |
| 9    | Nicolas Firmino   | Revolution II de la Nouvelle-Angleterre | 4    |
| 9    | Mark Hernández    | Red Wolves de Chattanooga               | 4    |
| 9    | Justin Rennicks   | Revolution II de la Nouvelle-Angleterre | 4    |
| 9    | Michael Vang      | Forward Madison FC                      | 4    |
| 9    | Nil Vinyals       | Tormenta de South Georgia               | 4    |

| Rang | Joueur                | Équipe                    | Passes |
| ---- | --------------------- | ------------------------- | ------ |
| 1    | Alex Morrell          | Triumph de Greenville     | 6      |
| 1    | Ethan Vanacore-Decker | Union Omaha               | 6      |
| 3    | Charlie Dennis        | FC Tucson                 | 5      |
| 4    | Mark Hernández        | Red Wolves de Chattanooga | 4      |
| 4    | Ryley Kraft           | Kickers de Richmond       | 4      |
| 4    | Paulo Jr.             | Forward Madison FC        | 4      |
| 4    | Eduardo Sosa          | Fort Lauderdale CF        | 4      |
| 4    | Moises Tablante       | Orlando City B            | 4      |
| 9    | Ian Antley            | Kickers de Richmond       | 3      |
| 9    | Edison Azcona         | Fort Lauderdale CF        | 3      |
| 9    | Matt Bolduc           | Kickers de Richmond       | 3      |
| 9    | Ronaldo Damus         | North Texas SC            | 3      |
| 9    | Azaad Liadi           | FC Tucson                 | 3      |
| 9    | Omar Mohamed          | Triumph de Greenville     | 3      |
| 9    | Don Smart             | Forward Madison FC        | 3      |

## Récompenses individuelles

### Récompenses annuelles
| Trophée               | Joueur                | Équipe                                  |
| --------------------- | --------------------- | --------------------------------------- |
| Meilleur joueur       | Emiliano Terzaghi     | Kickers de Richmond                     |
| Meilleur buteur       | Emiliano Terzaghi     | Kickers de Richmond                     |
| Meilleur passeur      | Ethan Vanacore-Decker | Union Omaha                             |
| Meilleur gardien      | Dallas Jaye           | Triumph de Greenville                   |
| Meilleur entraîneur   | John Harkes           | Triumph de Greenville                   |
| Meilleur défenseur    | Brandon Fricke        | Triumph de Greenville                   |
| Meilleur jeune joueur | Chris Brady           | Forward Madison FC                      |
| But de l'année        | Josh Coan             | FC Tucson                               |
| Arrêt de l'année      | Joe Rice              | Revolution II de la Nouvelle-Angleterre |

### Onze-types de l'année
La USL League One a dévoilé les deux équipes-types pour la saison 2020.
| Saison          | Gardien de but           | Défenseurs | Milieux de terrain                                                                            | Attaquants                                                                                |
| --------------- | ------------------------ | --- | --------------------------------------------------------------------------------------------- | ----------------------------------------------------------------------------------------- |
| Première équipe | Dallas Jaye (Greenville) | Justin Che (North Texas) Brandon Fricke (Greenville) Tyler Polak (Greenville) Damià Viader (Omaha)              | Evan Conway (Omaha) Noah Pilato (Greenville) Eduardo Sosa (Fort Lauderdale)                   | Greg Hurst (Chattanooga) Emiliano Terzaghi (Richmond) Alex Morrell (Greenville)           |
| Deuxième équipe | Rashid Nuhu (Omaha)      | Ian Fray (Fort Lauderdale) Rick Ruiz (Chattanooga) Connor Tobin (Madison) Collin Verfurth (Nouvelle-Angleterre) | Nicolas Firmino (Nouvelle-Angleterre) Maciel (Nouvelle-Angleterre) Marco Micaletto (Tormenta) | Edison Azcona (Fort Lauderdale) Lachlan McLean (Greenville) Ethan Vanacore-Decker (Omaha) |